# Isleña Antumalen
Antumalen Ayelen Antillanca Urrutia (née en 1998), connue sous le nom de scène Isleña Antumalen, est une chanteuse, rappeuse et activiste chilienne Huilliche.

## Biographie
Isleña Antumalen est née Antumalen Ayelen Antillanca Urrutia sur l'île Huapi, au Chili en 1998,. Elle est Huilliche, un groupe ethnique mapuche originaire du sud de l'Amérique du Sud. Isleña Antumalen explore les thèmes de l'identité indigène dans sa musique. En 2024, elle assiste à la COP29 à Bakou et est photographiée par l'Associated Press en sa qualité de participante autochtone,. 

### Carrière musicale
Isleña Antumalen commence à faire de la musique sous ce nom en 2020. Sa musique est décrite comme ayant des éléments de nombreux genres musicaux, notamment le rap, le reggaeton, le dembow, le dub, l'afrobeat, la cumbia, et le perreo. Dans une interview avec le ministère chilien des Cultures, des Arts et du Patrimoine, Isleña Antumalen déclare que sa musique « essaie de montrer un peu comment une fille mapuche vit sa vie quotidienne sur une île ». Elle chante et rappe en espagnol et en mapudungun.
Isleña Antumalen se produit lors du premier Sommet international de musique autochtone qui se tient à l'été 2023 à Toronto. Son premier album Ñaña sort en 2024 sur le label espagnol Everlasting Records. La sortie de l'album a été précédée des singles Maki, Ko, Sureña Desakatá et Ñaña Descoloniza Tu Belleza. Mondo Sonoro note l'album 8/10. Sa chanson Maki fait partie de la bande originale de la série de Netflix, Valeria.
Le groupe de magazines musicaux FARO nomme Isleña Antumalen l'un de ses « artistes à surveiller en 2024 ».

## Discographie

### Albums
- Ñaña (2024, Everlasting Records)

### Singles
- Ko (2023)
- Maki (2024)
- Sureña Desakatá (2024)
- Ñaña Descoloniza Tu Belleza (2024)